# Trubiż
Trubiż, Trubajło (ukr. Трубіж Trubiż, ukr. Трубайло Trubajło)– rzeka na Ukrainie, lewy dopływ Dniepru.
Płynie przez Nizinę Naddnieprzańską, wpada do Zalewu Kaniowskiego.
Długość rzeki - 113 km, powierzchnia dorzecza - 4700 km².

## Wzmianka z 1892
Trubież 1.) u ludu Trubajlo, w Dykcyonarzu Echarda Trubice, rzeka, w gub. czernihowskiej i połtawskiej, lewy dopł. Dniepru. Bierze początek w pow. kozieleckim gub. czerni- 
howskiej, pod miasteczkiem Bobrowicą, wkracza do 
powiatu perejasławskiego gub. połtawskiej i 
przyjąwszy Nedrę, Iltycę, Browarkę, Karań, Cyblę i in., o 7 w. poniżej Perejasławia ma 
ujście. Dawniej była spławną, obecnie zaś 
w wielu miejscach utworzyły się błota, dochodzące do 3 w. szerokości. Lasy zalegające 
poprzednio wybrzeża rzeki zostały prawie 
zupełnie wycięte i pozostały jedynie w pobliżu jej ujścia. T. miejscami obfituje w ryby. 
2.) T., rzka, w gub. czernihowskiej, prawy dopł. Snowu (prawego dopł. Desny). 